# Sœurs de Saint François de Philadelphie
Les sœurs de Saint François de Philadelphie forment une congrégation religieuse féminine enseignante et hospitalière de droit pontifical.

## Historique
En 1851, Marie-Anne Boll-Bachmann, immigrée de Bavière, devient veuve avec trois enfants. Pour subvenir à ses besoins, elle exploite une auberge pendant que sa sœur, Barbara Boll, travaille pour un tailleur. Elles font la rencontre d'Anne Dorn, membre du Tiers-Ordre franciscain, et souhaitent toutes trois fonder ensemble une congrégation religieuse. Elles demandent l'avis du révérend père Jean Hespelein, C.Ss.R, qui écrit à l'évêque Jean Népomucène Neumann, alors à Rome. Celui-ci demande au pape Pie IX la permission d'amener des sœurs dominicaines allemandes, mais le pape, également membre du Tiers Ordre franciscain, lui conseille d'établir une congrégation de sœurs franciscaines.
Le 9 avril 1855, l'évêque leur donne l'habit de saint François, Anne Marie Boll Bachmann devient supérieure sous le nom de sœur Marie François, Barbara Boll prend le nom de sœur Marguerite et Anne Dorn celui de sœur Bernardine. L'institut connaît une période de crise dans les premières années d'existence au point que deux maisons deviennent indépendantes, Bernardine forme les sœurs franciscaines de Syracuse en 1860 et Marguerite Boll, les sœurs du Tiers-Ordre régulier de saint François de Buffalo en 1863. Ces congrégations fusionnent en 2004 avec d'autres pour former les sœurs de Saint François des communautés Neumann.
Après la mort de Mère François (1863) et l'élection de la nouvelle supérieure, Inés Bucher, l'institut connaît une période d'expansion qui, à la fin de son mandat (1909) laisse quelque 800 religieuses dans le monde entier, c'est cette même supérieure qui déménage, en 1870, la maison mère de Philadelphie à Glen Riddle.
En 1899 la congrégation reçoit le décret de louange, elle est définitivement approuvée par le Saint-Siège le 7 juillet 1907, le 16 juillet suivant, l'institut est affilié à l'ordre des frères mineurs.

## Activité et diffusion
Les franciscaines de Philadelphie se consacrent à l'enseignement, aux soins dans les hôpitaux, dans les maisons de retraite, les cliniques et les centres pour malades du SIDA ainsi qu'au service domestique dans les séminaire et les collèges ecclésiastiques. 
Elles sont présentes en Afrique, aux États-Unis, en Haïti et en Irlande.
En 2017, la congrégation comptait 448 sœurs et 159 maisons. 